# 代拉日内
50°51′44″N 26°2′58″E / 50.86222°N 26.04944°E

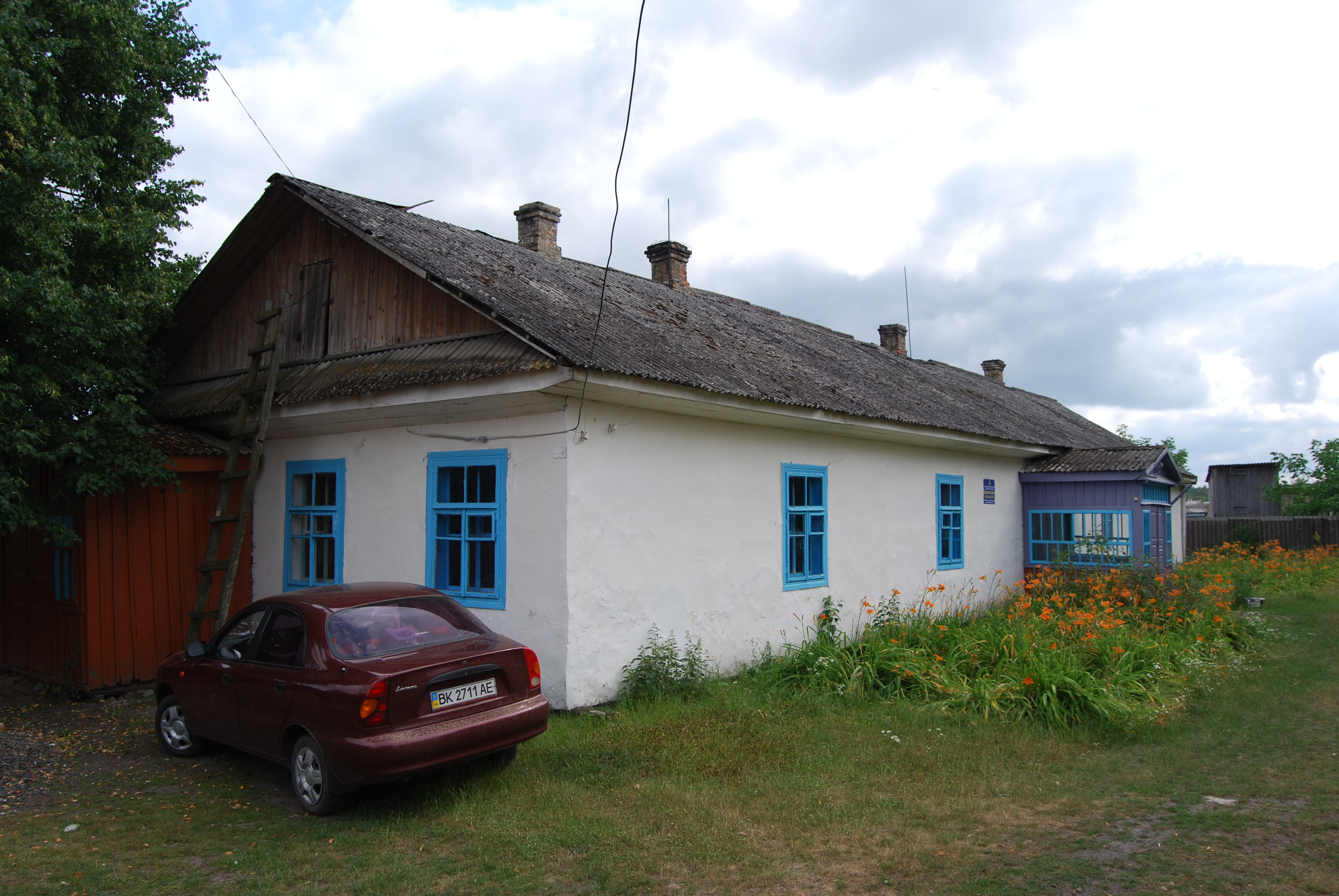
民居

代拉日内（烏克蘭語：Деражне），是烏克蘭西北部羅夫諾州羅夫諾區代拉日内市镇内的村落及其行政中心。始建於1274年，面積4.87平方公里，海拔高度175米，2001年人口2,105，人口密度每平方公里431.4人。